# Задруга (село)
Задруга (болг. Задруга) — село в Болгарии. Находится в Разградской области, входит в общину Кубрат. Население составляет 476 человек.

## Политическая ситуация
В местном кметстве Задруга, в состав которого входит Задруга, должность кмета (старосты) исполняет Шюкрю Шабан Назиф (Движение за права и свободы (ДПС)) по результатам выборов.
Кмет (мэр) общины Кубрат — Ремзи Халилов Юсеинов (ДПС) по результатам выборов.